# Sten Eklund

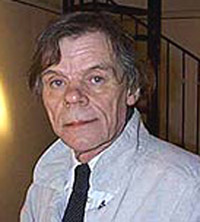
Konstnären Sten Eklund (2005).

Sten Eklund, född 19 september 1942 i Uppsala, död den 7 november 2009 i Uppsala, var en svensk målare och grafiker.

## Biografi
Mellan 1966 och 1971 studerade Eklund vid Konsthögskolan i Stockholm. I hans måleri är maskinen, ordet och arkitekturen väsentliga beståndsdelar, målade med distinkt skärpa, men lika viktiga är de omgivande ödsliga och kalla ytorna. Målningarna är ofta utförda på glas, vilket understryker den tekniska precisionen och framhäver intrycket av en skrämmande framtidsvision.
Eklund utförde ofta akvelleliserade etsningar, men arbetade också med objekt (samt ibland också med alteregon tillhörande en av konstnären uppfunnen fiktiv värld). En fascination för språk, vetenskap och filosofi förde honom mot konstnärsyrket. Vad är en bild, vad kan den berätta om hur någonting är, bortom språkets gränser? Vad kan dessa samband återspegla av samhället, av civilisationen? 
En inspiration var Wittgenstein, framförallt dennes verk Tractatus, vilket några av Eklunds verk refererar till. En annan var Duchamp, vilken Eklund också stundom refererade till i sin konst. 
Han är numera mest känd för sitt arbete om den fiktive 1800-talsbotanikern J M G Paléen och Kullahusets hemlighet, där 53 akvarellerade kopparstålstick med tillhörande skulpturer ingår. Här diskuteras bland många andra ting minnet, språk och det mätbara – samhällets fordrande av mätbarhet för att ge något relevans. Den egna, egensinniga, upplevelsen av världen – eller en känsla av ömhet eller närhet – nedvärderas eller ifrågasätts ofta i förhållande till en observation med fasta tydliga linjalkänsliga resultat. År 2016 utkom en bok med samma titel – Kullahusets hemlighet – på Bonniers förlag, en sorts antologi där hela verket med tillhörande texter presenteras, efter en idé av författaren Lotta Lotass som också är bokens redaktör. Förutom texter av Eklund och Lotass innehåller boken också text av Ulf Linde.
Sten Eklund finns bland annat representerad på Nationalmuseum, Moderna Museet, Göteborgs konstmuseum, Norrköpings konstmuseum, Kalmar Konstmuseum, Uppsala konstmuseum, Allende-museet i Santiago de Chile, Grafikens hus i Mariefred, Stockholms läns landsting samt Landstinget i Uppsala län.
Eklund fick tre barn, varav ett är Mira Eklund.

## Offentlig utsmyckning
- Hisstrumma i Kvicktorpsskolan, Farsta, 1971.